# 2. Lig 2019
La 2. Lig 2019 è la 10ª edizione del campionato di football americano di secondo livello, organizzato dalla TBSF.

## Squadre partecipanti
| Club                     | Città          | Stadio | Sponsor ufficiale | Risultato nella stagione 2018 |
| ------------------------ | -------------- | ------ | ----------------- | ----------------------------- |
| Antalyaspor              | Adalia         |        |                   |                               |
| Bandırma Jets            | Bandırma       |        |                   |                               |
| Ege Dolphins             | Smirne         |        |                   |                               |
| Hacettepe Red Deers      | Ankara         |        |                   |                               |
| Isparta Spartans         | Isparta        |        |                   |                               |
| İzmir Halcyons           | Smirne         |        |                   |                               |
| Kocaeli Sharks           | Kocaeli        |        |                   |                               |
| Kocatepe Victory Walkers | Afyonkarahisar |        |                   |                               |
| Selçuk Kartallar         | Konya          |        |                   |                               |
| Yeditepe Eagles          | Istanbul       |        |                   |                               |

## Stagione regolare

### Calendario

#### 1ª giornata
| 20 aprile 2019, ore 13:00 | Ege Dolphins | 18 – 0 | Kocaeli Sharks |  |

| 20 aprile 2019 | Hacettepe Red Deers | 32 – 0 | Selçuk Kartallar |  |

| 20 aprile 2019 | Yeditepe Eagles | 41 – 0 | İzmir Halcyons |  |

| 20 aprile 2019 | Isparta Spartans | 7 – 2 | Antalyaspor |  |

#### 2ª giornata
| Kocaeli 4 maggio 2019, ore 14:00 | Kocaeli Sharks | 0 – 56 | Yeditepe Eagles | Kocaeli Üniversitesi Sahası |

| Smirne 5 maggio 2019, ore 13:00 | Ege Dolphins | 0 – 14 | Bandırma Jets | Kemalpaşa Armutlu Sahası |

#### 3ª giornata
| Ankara 12 maggio 2019, ore 12:00 | Hacettepe Red Deers | 39 – 6 | Kocatepe Victory Walkers | Hacettepe Beytepe Stadı |

#### 4ª giornata
| 18-19 maggio 2019 | Kocaeli Sharks | 0 – 48 | İzmir Halcyons |  |

| 18-19 maggio 2019 | Yeditepe Eagles | 61 – 6 | Bandırma Jets |  |

| 18-19 maggio 2019 | Selçuk Kartallar | 0 – 38 | Isparta Spartans |  |

#### 5ª giornata
| 25-26 maggio 2019 | Antalyaspor | 29 – 14 | Selçuk Kartallar |  |

#### 6ª giornata
| Istanbul 2 giugno 2019, ore 12:00 | Yeditepe Eagles | 78 – 0 | Ege Dolphins | Marmara BESYO Sahası |

| Balıkesir 2 giugno 2019, ore 16:00 | Bandırma Jets | 28 – 42 | İzmir Halcyons | Bandırma Sanayi Sahası |

#### 7ª giornata
| 8-9 giugno 2019 | İzmir Halcyons | 58 – 0 | Ege Dolphins |  |

| 8-9 giugno 2019 | Kocatepe Victory Walkers | 26 – 12 | Isparta Spartans |  |

| 8-9 giugno 2019 | Antalyaspor | 14 – 27 | Hacettepe Red Deers |  |

#### 8ª giornata
| 16 giugno 2019 | Isparta Spartans | 14 – 20 | Hacettepe Red Deers |  |

#### 9ª giornata
| 23 giugno 2019 | Antalyaspor | 20 – 33 | Kocatepe Victory Walkers |  |

#### Incontri non disputati
| 2019 | Kocatepe Victory Walkers | – | Selçuk Kartallar |  |

| 2019 | Bandırma Jets | – | Kocaeli Sharks |  |

### Classifiche
Le classifiche della regular season sono le seguenti:
- PCT = percentuale di vittorie, G = partite giocate, V = partite vinte,  P = partite perse, PF = punti fatti, PS = punti subiti

#### Gruppo Ovest
| Pos. | Squadra         | PCT   | G | V | N | P | PF  | PS  |
| ---- | --------------- | ----- | - | - | - | - | --- | --- |
| 1    | Yeditepe Eagles | 1.000 | 4 | 4 | 0 | 0 | 236 | 6   |
| 2    | İzmir Halcyons  | .750  | 4 | 3 | 0 | 1 | 148 | 69  |
| 3    | Bandırma Jets   | .333  | 3 | 1 | 0 | 2 | 48  | 103 |
| 4    | Ege Dolphins    | .250  | 4 | 1 | 0 | 3 | 18  | 150 |
| 5    | Kocaeli Sharks  | .000  | 3 | 0 | 0 | 3 | 0   | 122 |

#### Gruppo Est
| Pos. | Squadra                  | PCT   | G | V | N | P | PF  | PS |
| ---- | ------------------------ | ----- | - | - | - | - | --- | -- |
| 1    | Hacettepe Red Deers      | 1.000 | 4 | 4 | 0 | 0 | 118 | 34 |
| 2    | Kocatepe Victory Walkers | .667  | 3 | 2 | 0 | 1 | 65  | 71 |
| 3    | Isparta Spartans         | .500  | 4 | 2 | 0 | 2 | 71  | 48 |
| 4    | Antalyaspor              | .250  | 4 | 1 | 0 | 3 | 65  | 81 |
| 5    | Selçuk Kartallar         | .000  | 3 | 0 | 0 | 3 | 14  | 99 |

## Playoff

### Tabellone
|  | Semifinali | Semifinali               | Semifinali |                     |    | Final           | Final | Final |  |
|  |            |                          |            |                     |    |                 |       |       |  |
|  | 1O         | Yeditepe Eagles          | 56         |                     |    |                 |       |       |  |
|  | 1O         | Yeditepe Eagles          | 56         |                     |    |                 |       |       |  |
|  | 2E         | Kocatepe Victory Walkers | 6          |                     |    |                 |       |       |  |
|  | 2E         | Kocatepe Victory Walkers | 6          |                     | 1O | Yeditepe Eagles | 19    |       |  |
|  |            |                          |            |                     | 1O | Yeditepe Eagles | 19    |       |  |
|  |            |                          | 1E         | Hacettepe Red Deers | 16 |                 |       |       |  |
|  | 2O         | İzmir Halcyons           | 1E         | Hacettepe Red Deers | 16 | 18              |       |       |  |
|  | 2O         | İzmir Halcyons           |            |                     |    |                 |       |       |  |
|  | 1E         | Hacettepe Red Deers      | 22         |                     |    |                 |       |       |  |

### Semifinali
| 29 giugno 2019 | Yeditepe Eagles | 56 – 6 | Kocatepe Victory Walkers |  |

| 30 giugno 2019 | Hacettepe Red Deers | 22 – 18 | İzmir Halcyons |  |

### Final
| 7 luglio 2019 | Yeditepe Eagles | 19 – 16 | Hacettepe Red Deers |  |

## Final

### Spareggio promozione
| 14 luglio 2019 | Hacettepe Red Deers | 33 – 31 | Anadolu Rangers |  |

## Verdetti
- Yeditepe Eagles Vincitori della 2. Lig 2019 e promossi in 1. Lig 2020
- Hacettepe Red Deers promossi in 1. Lig 2020